# Parcy-et-Tigny
Parcy-et-Tigny é uma comuna francesa na região administrativa de Altos da França, no departamento de Aisne. Estende-se por uma área de 10,59 km². Em 2010 a comuna tinha 265 habitantes (densidade: 25 hab./km²).